# Wostok 8K72-0
Wostok 8K72-0 – zerowy stopnień (dopalacz stopnia głównego Wostok 8K72-1) radzieckich rakiet nośnych Wostok 8K72, gdzie montowany był po 4 sztuki, wokół członu pierwszego.

## Wersja K
Zmodyfikowana wersja tego członu, 8K72K-0, została użyta w rakiecie nośnej Wostok 8K72K. Różnica polegała na zastosowanym silniku. W wersji K był to RD-107-8D74-1959. Człon był używany w latach 1960-1964. Użyto go w ilości 52 sztuk (13 lotów).